# Seven Steps to Heaven
| Recensione     | Giudizio    |
| -------------- | ----------- |
| Allmusic       |             |
| All About Jazz | consigliato |
| Warr.org       | consigliato |

Seven Steps to Heaven è un album di Miles Davis pubblicato nel 1963 dalla Columbia Records.

## Il disco
Durante le registrazioni di Quiet Nights, Miles Davis introdusse nuovi elementi nel suo gruppo, che, riunito alle sessioni di registrazione di aprile, aveva prodotto abbastanza materiale per un altro album, ma Davis, da perfezionista qual era, decise di rifare tutte le registrazioni alzando la qualità della musica durante le sessioni maggio a New York. Due ballate registrate a Los Angeles erano classiche: "Baby, Won't You Please Come Home?", scritto nel 1919 con un successo per Bessie Smith nel 1923, mentre "Basin Street Blues" era stata composta da Louis Armstrong nel 1928.
Questo è l'ultimo album in studio di Davis che presenta ancora degli standard: di là a poco, quando Coleman verrà sostituito con Wayne Shorter a fine 1964, gli album saranno interamente originali di Davis e della sua band.
Il 15 marzo del 2005, Legacy Records ha ristampato l'album per compact disc con due bonus track, dalle sessioni di Los Angeles nel mese di aprile.
Complessivamente, l'album è ritenuto un classico del Jazz, che ritrae Davis al picco della sua capacità tecnica di strumentista e documenta il momento del massimo possesso della forma musicale il cui sviluppo era stato intrapreso dal trombettista alla metà degli anni cinquanta. Seven Steps to Heaven è il canto del cigno dell'hard bop. Di là a poco, il genio Davisiano si troverà in ambienti ed in atmosfere completamente rivoluzionarie per la musica jazz.

## Tracce
Lato A
1. Basin Street Blues - (Spencer Williams) - 10:29
2. Seven Steps to Heaven - (Victor Feldman, Miles Davis) - 6:24
3. I Fall in Love Too Easily - (Sammy Cahn, Jule Styne) - 6:47

Lato B
1. So Near, So Far - (Tony Crombie, Benny Green) - 7:00
2. Baby, Won't You Please Come Home? - (Clarence Williams, Charles Warfield) - 8:27
3. Joshua - (Victor Feldman) - 7:01

Bonus track 2005
1. So Near, So Far (alternative version) - (Tony Crombie, Benny Green) - 5:11
2. Summer Night - (Harry Warren, Al Dubin) - 6:02

## Formazione
Basin Street Blues, I Fall in Love Too Easily, Baby, Won't You Please Come Home?, So Near So Far (alternative version), Summer Night (16 e 17 aprile 1963)
- Miles Davis - tromba
- Victor Feldman - pianoforte
- Ron Carter - contrabasso
- Frank Butler - batteria

Seven Steps to Heaven, So Near, So Far e Joshua (14 maggio 1963)
- Miles Davis - tromba
- George Coleman - sassofono tenore
- Herbie Hancock - pianoforte
- Ron Carter - contrabasso
- Tony Williams - batteria

## Edizioni
- 1963 – LP, Columbia Records CL 2051, versione mono
- 1963 – LP, Columbia Records CS 8851, versione stereo
- 1992 – CD, Columbia Records 466970 2, versione rimasterizzata
- 2005 – CD, Columbia Legacy COL 519509 2, versione rimasterizzata con tracce aggiuntive